# Большой Волмыш
Большой Волмыш — деревня в Павинском районе Костромской области. Входит в состав Павинского сельского поселения

## География
Находится в северо-восточной части Костромской области на расстоянии приблизительно 2 км на запад-юго-запад по прямой от села Павино, административного центра района.

## Население
Численность постоянного населения составляла 2 человека в 2002 году (русские 100 %), 3 в 2022.